# Brasil en los Juegos Olímpicos de Atlanta 1996
Brasil estuvo representado en los Juegos Olímpicos de Atlanta 1996 por un total de 221 deportistas, 156 hombres y 65 mujeres, que compitieron en 18 deportes.
El portador de la bandera en la ceremonia de apertura fue el atleta Joaquim Cruz.

## Medallistas
El equipo olímpico brasileño obtuvo las siguientes medallas:
| Nombre | Deporte     | Competición     |
| --- | ----------- | --------------- |
| Oro |             |                 |
| Robert Scheidt | Vela        | Laser M         |
| Marcelo Ferreira Torben Grael                                                                                      | Vela        | Star M          |
| Sandra Pires Jacqueline Silva                                                                                      | Vóley playa | Torneo F        |
| Plata |             |                 |
| Equipo | Baloncesto  | Torneo F        |
| Gustavo Borges | Natación    | 200 m libre M   |
| Mônica Rodrigues Adriana Samuel                                                                                    | Vóley playa | Torneo F        |
| Bronce |             |                 |
| Robson da Silva Edson Luciano Ribeiro André da Silva Arnaldo da Silva                                              | Atletismo   | 4 × 100 m M     |
| Equipo | Fútbol      | Torneo M        |
| Luiz Felipe de Azevedo (Cassiana) André Johannpeter (Calei) Álvaro de Miranda Neto (Aspen) Rodrigo Pessoa (Tomboy) | Hípica      | Saltos por eqs. |
| Fernando Scherer                                                                                                   | Natación    | 50 m libre M    |
| Gustavo Borges | Natación    | 100 m libre M   |
| Lars Grael Henrique Pellicano                                                                                      | Vela        | Tornado M       |
| Equipo | Voleibol    | Torneo F        |
| Henrique Guimarães                                                                                                 | Judo        | –65 kg M        |
| Aurélio Miguel | Judo        | –69 kg M        |